# Carlos Manuel Oliveira Ramos
Carlos Manuel Ventura de Oliveira Ramos (Oeiras e São Julião da Barra, Oeiras, 22 de Agosto de 1922 – Sobral de Monte Agraço, 23 de Junho de 2012) foi um arquiteto português. Era filho do arquiteto Carlos João Chambers Ramos, com quem colaborou em alguns projetos, e de sua mulher Clarisse Cândida Garrocho Ventura.

## Biografia
Formou-se na Escola de Belas Artes de Lisboa em 1947; pertence à geração dos pioneiros da arquitetura Moderna em Portugal.
Foi assistente do mestre Luís Cristino da Silva na Escola Superior de Belas Artes de Lisboa.
A 10 de junho de 1946, casou na Basílica da Estrela, em Lisboa, com Josefa Henriqueta Teresa Maria de Lourdes Duff Portugal e Castro (São Sebastião da Pedreira, Lisboa, c. 1926), filha dos proprietários João de Macedo Portugal, natural de Santarém, e Maria Luísa de Amorim Duff Portugal, natural de Lisboa (freguesia de Santa Maria de Belém). O seu pai, Carlos João Chambers Ramos, foi padrinho de casamento.
Trabalhou com Francisco Keil do Amaral e Manuel Tainha nos projetos (não construídos) do Palácio da Cidade de Lisboa, Parque Eduardo VII, e também com Manuel Alzina de Meneses em projetos para Ílhavo. Em 1958 recebeu o Prémio Valmor pelo Edifício do Laboratório Pasteur nos Olivais. Foi autor, com António Teixeira Guerra, do edifício para a sede da Diamang (actual RTP), Olivais, Lisboa (1960). Desenhou, em coautoria com Jorge Viana, o Estádio do Restelo (1952-56), Lisboa, onde está sediado o Clube de Futebol Os Belenenses, sendo esta uma das suas obras mais relevantes devido à apurada conceção estrutural associada a uma inserção paisagística exemplar, aberta para o rio Tejo.
Na Associação Portuguesa das Casas Antigas, foi presidente do Conselho Científico
Morreu a 23 de junho de 2012, aos 89 anos, em Sobral de Monte Agraço.

## Projectos e obras
Destacam-se entre os seus projetos arquitetónicos, os seguintes: 
- Edifício dos Laboratórios Pasteur - Prémio Valmor, 1958.[5]
- Conjunto de moradias em banda, para o Sindicato de Jornalistas em Alfragide (Rua da Imprensa)
- Estádio do Restelo